# Минесота Юнайтед
Минесота Юнайтед е футболен отбор от гр. Сейнт Пол, щата Минесота, САЩ, основан през 2015 г. Играе в западната конференция на МЛС и наследява отбора със същото име, който преди това играе в по-ниските дивизии. Започва да играе в Мейджър Лийг Сокър през 2017 година. От 2019 година играе на собствения си стадион Алианц Фийлд, като предните два сезона домакинства на стадиона за американски футбол TCF Bank Stadium.
Първият си мач в Мейджър Лийг Сокър изиграва на 3 март 2017 година срещу Портланд Тимбърс, който е загубен с 5-1.